# Joel Clarke-Khan
Joel Clarke-Khan (* 30. September 1999 als Joel Khan) ist ein britischer Leichtathlet, der sich auf den Hochsprung spezialisiert hat.

## Sportliche Laufbahn
Erste internationale Erfahrungen sammelte Joel Clarke-Khan im Jahr 2016, als er bei den erstmals ausgetragenen Jugendeuropameisterschaften in Tiflis mit übersprungenen 2,07 m den achten Platz belegte. Im Jahr darauf schied er bei den U20-Europameisterschaften in Grosseto mit 2,09 m in der Qualifikation aus. 2021 startete er bei den Halleneuropameisterschaften in Toruń, verpasste aber auch dort mit 2,16 m den Finaleinzug. Im Juli belegte er bei den U23-Europameisterschaften in Tallinn mit 2,17 m den vierten Platz. Im Jahr darauf verpasste er bei den Weltmeisterschaften in Eugene mit 2,21 m den Finaleinzug und belegte kurz darauf bei den Commonwealth Games in Birmingham mit 2,22 m den fünften Platz. Im August erreichte er bei den Europameisterschaften in München das Finale, brachte dort aber keinen gültigen Versuch zustande.
In den Jahren 2020 und 2022 wurde Khan britischer Meister im Hochsprung.

## Persönliche Bestleistungen
- Hochsprung: 2,27 m, 2. Juni 2022 in Bedford
  - Hochsprung (Halle): 2,23 m, 21. Februar 2021 in Loughborough